# Ignác Alois Palliardi
Ignác Alois Palliardi (Prága, 1765, – Prága, 1806. augusztus 10.) az építész Johannes Nepomuk Georg Palliardi fia volt. A Palliardi család tagjaként folytatta apja mesterségét.
Sokan őt tekintik a család utolsó építészének, bár hivatalosan a hagyomány még folytatódott. Mivel ő már nem annyira ismert, mint felmenői, meglehetősen keveset tudni róla. Ő volt az óvárosi Szentlélek-templom, az Óvárosi városháza, a helytartóhelyettes nyári palotája (1805) klasszicista átépítésének vezetője. Részt vett a thuni országgyűlési palota átépítésében.
Ignác Alois valószínűleg apjához hasonlóan szabadkőműves volt, de ez nehezen igazolható. A prágai Wahrheit und Einigkeit zu drei gekrönten Säulen (Igazság és egység) páholy tagjainak névssorában egy évvel a szabadkőművesség 1792–1793-as eltörlése előtt szerepel a Palliardi név.
A céhmesterek felvételéről szóló szöveg: 1789. január 20-án az építők céhének társmesterei, Anton Haffenecker és Josef Jäger I. A. Palliardi kérésére beadványt nyújtottak be a magisztrátushoz I. A. Palliardi rendbe felvételére, amelyet Palliardi a vizsgák letétele és különböző külföldi országokban tett utazásai és akadémiák látogatása után kért. Véleményükben a fenti tisztviselők a céh nevében kijelentették, hogy a legcsekélyebb kifogás sincs az ellen, hogy egy polgár és építőmester fia — különösen, ha a rá kiszabott vizsgát olyan jól letette és rendesen és kitűnően viselkedett, a vizsgáját vagy mesterségét is írásban letétbe helyezzék, hogy a rend szerint elvégezhesse. E vélemény alapján a magisztrátus január 23-án, 570. szám alatt kedvezően foglalkozott a beadvánnyal. Az inkorporáció „praestitis praestandis” megadatott neki.
Más írások a következőképp ismertetik a kialakult helyzetet: "...az elöljáró Ignatius Palliardi, ahogyan azt más ügyekben szokta tenni, atyai hatalmánál és akaratánál fogva kijelölte, hogy fia végezzen egy mestermunkát a kisvárosi Josef Jäger építésznél, aki még csak nem is volt erre hivatva. Az építőmesterek ezért azt követelik az elöljárótól, hogy hívja fel Idősebb Palliardit, hagyjon fel önszántából és önkényeskedéséből, és kérje ki elöljáróinak véleményét a saját ügyében és fiát utasítsák arra, hogy a füves szobát mesterműként minden ellenvetés nélkül készítse el. E kellemetlen ügy elintézése végett a magisztrátus jegyzője, Štěpanovský tanácsos február 26-ára összehívott egy bizottságot a magisztrátusi hivatal politikai osztályára. Ezen részt vett Ignác és Jan Palliard, a két Haffenecker, Prachner, Jäger, Hummel, Heger és Krettner, ahol bemutatták a panasz tárgyát, és (az elnök) megkérdezte, hogy hol készültek a próbadarabok, és hol volt közben az utolsó elfogadott építő, Karel Schmidt. Nem ő készítette-e azokat? Erre a kérdésre az összes mester egyhangúlag azt a választ adta, hogy a próbarajzot a megrendelés első képviselője, ifj. Palliard készítette. A jegyző közölte, hogy a kormányzó február 6-án kelt levelében a magisztrátus megfelelő közlését is megkívánja ebben a kérdésben, …amelyet a rend tagjainak kihallgatási jegyzőkönyve útján szereztek be, és az idősebb Palliardi, mint atya… ragaszkodott ahhoz, hogy fia a másik vezető idősebbel együtt tegye le az építési vizsgát…
E megállapodást Štěpanovský magiszteri tanácsos koncepciója szerint írták meg február 27-én, 1105. számon. A Kormányzótanácshoz a kifejezett megállapodás értelmében, és március 2-án az utóbbi jóváhagyta azt a határozatot, hogy Alois Palliardi Ignác leteheti a második elöljáró által előírt mestervizsgát. Josef Jäger építőmesternél, és ha a vizsgát leteszi, jelentse a tartományi hatóságnak, hogy megkapja a mesterek jogait és felvegyék a rendbe.”
1783-ban sörfőzdét épített Česká Kamenicében.
1792. április 3-án vették fel az óvárosi polgárok listájára.
1808-ban ő fejezte be a hányatott sorsú rokycanyi városháza építését.
Az ő fiait:
- Josef Palliardit  (Josef Václav Jan Nepomuk Palliardi, 1798–1870) és
- Josef Matěj Vojtěch Palliardit (1831–1905)

tekintik a család ötödik generációjának. Közülük csak a legidősebb Jan Nepomuk maradt meg az építész pályán, de ő sem alkotott ott semmi maradandót. A legfiatalabb Josef Matějnek művészeti és zenei könyvesboltja volt Brünnben.